# 摩诃婆罗多 (2013年电视剧)
摩訶婆羅多 (महाभारत，羅馬化：Mahabharat) 是2013年印度史詩神話電視劇，改編自梵文史詩《摩訶婆羅多》。 該劇於2013年9月16日至2014年8月16日在Star Plus播出。 該劇可在Disney+ Hotstar上觀看。由斯瓦斯蒂克製作私人有限公司製作，主演包括索拉布·拉吉·賈恩、普賈·夏爾瑪、沙希爾·謝赫和阿哈姆·夏爾馬。

## 劇情
故事始於毗濕摩，他是福身王和恆河女神的兒子，被立為象城太子。當福身王愛上漁夫之女貞信時，貞信同意嫁給他，條件是她的孩子將繼承王位。為了實現父親的願望，毗濕摩立下終身不婚的重誓並放棄王位繼承權。感動於他的犧牲，福身王賜予毗濕摩「自主死亡」的恩賜。福身王與貞信結婚並生下兩個兒子，奇武王和奇武。
25年後，奇武王去世，奇武成為唯一繼承人。在貞信的命令下，毗濕摩劫持了迦尸國的三位公主——安芭、安必迦和安波利迦——作為奇武的妻子。然而，安芭已心有所屬，拒絕嫁給奇武。當她的愛人因爲毗濕摩搶親拒絕她時，她決心報復毗濕摩。她向毗濕摩的老師持斧羅摩求助，但他們的戰鬥被濕婆阻止。安芭自焚，發誓轉世后繼續報復。
奇武去世後沒有子嗣。為了延續血脈，貞信召來她的長子毗耶娑——她婚前所生——通過「尼瑜伽」習俗使寡居的王后們懷孕。安必迦生下天生失明的持國，安波利迦生下蒼白的般度，而侍女波利濕羅摩生下維杜羅。
25年後，安芭轉世為束髮，木柱王的女兒，注定要帶來毗濕摩的死亡。與此同時，毗濕摩為持國安排了一門婚事，向犍陀羅國王蘇巴羅的女兒甘陀利提親，因為她有生下百子的神聖恩賜。當甘陀利得知未婚夫是盲人時，她用布條蒙住雙眼以分享他的命運。她的哥哥沙恭尼對這一轉變感到憤怒，發誓要向毗濕摩報復，並自傷其腿作為復仇的標記。起初，持國怨恨甘陀利的決定，但後來接受她為妻子。
儘管身為長子，持國因失明被剝奪王位，般度被加冕為國王。般度娶了貢蒂國的公主貢蒂和摩德羅國的公主瑪德利。然而，般度意外殺死仙人金陀摩後，被詛咒若與妻子親密就會死亡。心碎的般度放棄王位，與貢蒂和瑪德利退隱森林，留下持國統治象城。
15個月後，甘陀利懷孕超過一年，這激怒了持國。貢蒂使用仙人敝衣仙人賜予的恩賜，選擇召喚神明並從他們那裡獲得孩子。她從閻摩（死亡與正義之神）那裡得到堅戰，從伐由（風神）那裡得到怖軍，從因陀羅（眾神之王）那裡得到阿周那。她也為瑪德利念誦恩賜，瑪德利從雙馬童那裡得到雙胞胎——無種和偕天。甘陀利因持國不耐煩而生下一團肉塊。但這被毗耶娑切成101塊，最終變成孩子——100個俱盧族（以難敵為首）和一個女兒杜沙拉。
多年後，般度被瑪德利的美貌所吸引並與她發生性關係。瑪德利儘管盡力阻止，仍無法抗拒他的行為。由於仙人的詛咒，般度死亡。瑪德利將丈夫的死歸咎於自己，因悲傷而死。般度五子與貢蒂在般度和瑪德利去世後返回象城。俱盧族在長兄難敵的領導下變得邪惡，難敵深受舅舅沙恭尼的影響，與正直的般度族形成鮮明對比。他們密謀對付般度族。沙恭尼試圖毒死怖軍，但他被曾祖父那伽王所救。毗濕摩將沙恭尼逐出象城，迫使他返回犍陀羅。所有王子都被送到德羅納大師那裡學習，德羅納教授每個人戰爭藝術，包括他的兒子馬嘶。

### 十二年後
王子們返回象城，參加了一場展示他們技能的比賽。阿周那贏得比賽，但迦爾納挑戰阿周那，因為德羅納宣布阿周那是世界上最偉大的弓箭手。貢蒂意識到迦爾納是她與太陽神蘇利耶所生的兒子。後來，德羅納告訴他們要擊敗國王木柱王，他是德羅納的老朋友，但在成為國王後背叛並侮辱了他。他們成功做到了。般遮羅被分割，馬嘶成為一半的新國王，木柱王統治另一半。後來，堅戰被加冕為象城的王儲，因為他是最年長的。
與此同時，阿周那與奎師那成為朋友，他是阿周那的表弟（奎師那的父親是貢蒂的兄弟婆藪提婆），雅度族的領袖，並幫助他與魯格米尼團聚。俱盧族試圖用蠟製宮殿殺死般度族，但般度族逃脫。他們開始流亡，讓所有人都以為他們已死。在此過程中，般度族遇到一個名叫希丁巴的惡魔。怖軍殺死了希丁巴，但最終娶了他的妹妹希丁芭。這對夫婦生下一個兒子瓶首。與此同時，為了向德羅納復仇，木柱王從火中得到一個兒子猛光和一個女兒黑公主。木柱王最初拒絕黑公主並將她趕出宮殿，但在奎師那的堅持下接受了她。阿周那偽裝成婆羅門，在木柱王安排的黑公主選婿大會上贏得黑公主。阿周那帶她去見正在做禮拜的母親，母親不假思索地命令他將贏得的東西與兄弟們分享。般度族最終娶了黑公主，從而揭示了他們的身份。他們返回象城並為一妻多夫辯護。
一系列事件導致俱盧王國分裂——般度族獲得一個新王國——甘味城。阿周那摧毀了這個地方並得到一把新弓甘狄拔。他們重建城鎮並將其更名為天帝城。後來，阿周那娶了奎師那的妹妹妙賢。般度族舉行王祭。奎師那殺死了童護，難敵在法庭上受到侮辱。天帝城的繁榮激怒了難敵。嫉妒的難敵召喚般度族進行擲骰子遊戲，堅戰輸掉了他的王國、兄弟和他們的共同妻子黑公主。黑公主被難降拖到法庭上，在難敵的命令下當眾羞辱並被剝去衣服，然而，奎師那最終拯救了她的尊嚴。毗濕摩、德羅納和其他在場的長老都詛咒俱盧族的非人行徑。般度族和黑公主因失敗被迫流放12年，並隱姓埋名一年（總共13年）。

### 又十二年後
般度族成功度過了12年的流亡生活。阿周那從濕婆那裡得到獸主之寶，怖軍遇見哈努曼，哈努曼對怖軍和其他般度族以及黑公主印象深刻，他們讓敝衣仙人印象深刻。最後一年，難敵派間諜尋找般度族，但他們未能找到。他們在毗羅吒國王毗羅吒的國度隱姓埋名。流亡結束後，般度族揭示了他們的身份，並與他們的孩子——烏帕般度族（黑公主的五個兒子）和激昂（阿周那和妙賢的兒子）團聚。激昂與至上公主結婚，她是毗羅吒王和蘇黛西娜王后的女兒。
般度族與俱盧族的和平條約未能實現，從而確認戰爭即將發生。般度族和俱盧族通過與不同部落和王國結盟，各自集結軍隊。
在俱盧之戰開始前不久，阿周那從奎師那那裡獲得了薄伽梵歌的知識，這幫助他為正義而戰，而無需為殺死自己的人民感到悔恨。戰爭開始並持續了18天——雙方都遭受了大規模破壞。束髮成功殺死了毗濕摩，阿周那射傷了他並將他放在箭床上，猛光殺死了德羅納，阿周那殺死了迦爾納，怖軍殺死了難敵的兄弟們包括難降，並為黑公主的受辱報仇。最後一天，偕天殺死了沙恭尼，戰爭在難敵——最後一位俱盧族——被怖軍殺死後正式結束。
馬嘶看到難敵的死後，憤怒地襲擊了般度族的營地，殺死了許多士兵，包括猛光和束髮。馬嘶還殺死了烏帕般度族（誤以為他們是般度族）當他們睡覺時。他還試圖殺死喪偶的至上公主和她未出生的孩子，但沒有成功，但他們都復活了，孩子被奎師那命名為「環住」。奎師那還詛咒馬嘶因他的惡行而在餘生中承受劇痛和永生。
般度族最後一次見毗濕摩並接受他的祝福。他們返回象城，持國試圖殺死怖軍但未成功。持國悔悟並原諒了般度族。甘陀利詛咒奎師那讓戰爭發生，因為她失去了所有的兒子和孫子，所以他將遭受同樣的命運。她詛咒他和他的雅度族將被毀滅。該劇以堅戰最終被奎師那加冕為象城國王而結束。

## 演員表

### 主要角色
- 索拉布·拉吉·賈恩 飾演 奎師那：雅度族的領袖，毗濕奴的化身，誕生是為了恢復地上的正法。他既是導師也是哲學家，通過他的建議和神聖的干預塑造了戰爭的進程和之前的事件。即使在他直接參與中心敘事之前，奎師那在每一集的結尾部分都以神聖的形式出現，在那裡他解釋事件，將其與日常生活聯繫起來，並傳授道德教誨和哲學見解。除了最初對他高大的身材和膚色的擔憂外，賈恩表示扮演奎師那對他來說並不是一個挑戰，因為他專注於自己，並歡迎與過去的描繪進行比較。[7][8] 賈恩還表示，他僅僅將自己視為觀眾的媒介，表示「我只是一個媒介，一個演員，在每一場戲前謙卑地合十，尋求它應有的純潔。這段經歷對我來說真正鼓舞人心」。[9] 庫納爾·維克拉姆·索尼飾演少年奎師那。

- 沙希爾·謝赫 飾演 阿周那：五個般度族兄弟中的第三個，他是一位技藝高超的弓箭手和戰士。他的內心衝突經常由奎師那引導，幫助他履行職責並維護正法，特別是在俱盧之戰中，奎師那傳授了《薄伽梵歌》。謝赫經歷了重要的身體和心理準備，並強調了他對角色內心掙扎的深入參與，這使得這個角色「情感上耗盡」，扮演角色的壓力最初讓他不知所措，超出了他的極限。[10] 他還將這段經歷描述為不僅僅是表演，他說：「這不僅僅是表演——這是關於體現一個代表力量、榮譽和奉獻的英雄的本質」。[11] 索米亞·辛格飾演少年阿周那。

- 普賈·夏爾瑪 飾演 黑公主：般遮羅的公主，成為五個般度族兄弟的共同妻子，後來成為天帝城的皇后，隨後是俱盧王國的皇后。她從火中誕生，被預言將給雅利安伐爾陀的土地帶來劇變，她的生活充滿了艱辛，包括在俱盧王國法庭上被羞辱的「赤身羞辱」事件。這一事件成為大戰的催化劑之一。夏爾瑪將這個角色描述為「一個堅強、公正、有尊嚴的女人，具有強烈的自我意識」。[12] 她發現這個角色在身體和情感上都很苛刻，尤其是「赤身羞辱」那一集。她還強調了這個版本如何深入探索了黑公主與奎師那之間的聯繫，這種動態在之前的改編中僅僅是建立起來的。儘管面臨挑戰，她發現這段經歷豐富而變革性，表示「黑公主的角色對我來說很強大，它讓我變得堅強」。[13][14]

- 阿爾皮特·蘭卡 飾演 難敵：百個俱盧族兄弟中的長子，俱盧王國的王儲，他對權力的渴望、驕傲和與般度族的敵意引發了俱盧之戰。蘭卡轉向電視劇時，最初對接受難敵的角色猶豫不決，但在理解了該項目的宏偉後，被該劇的創作者西達爾特·庫馬爾·蒂瓦里說服。他將難敵描述為一個有深度的強大角色，表示「我認為難敵是《摩訶婆羅多》中最強大的角色，我覺得我有難敵的某些品質。無論難敵做了什麼，他都有理由。也許我會像難敵那樣反應。」[15] 阿拉姆·汗飾演少年難敵。

- 阿哈姆·夏爾馬 飾演 迦爾納：太陽神蘇利耶和貢蒂的婚前兒子，貢蒂是般度族的母親，他在出生時被遺棄，由一對車夫夫婦撫養長大。儘管他有卓越的射箭技巧，但由於他低微的出身而被拒絕機會，但在難敵那裡找到了接受，難敵加冕他為盎迦國的國王。迦爾納成為阿周那的對手，即使在他得知自己是般度族的同母異父兄長之後。夏爾馬比其他演員晚被選中，他深深沉浸在迦爾納的掙扎中，發現情感激烈的場景，比如他與貢蒂的最後對話，特別耗盡精力。夏爾馬將迦爾納視為一個堅韌的人物，儘管被社會拒絕，但他的信念從未動搖。[16] 維迪尤特·澤維爾飾演少年迦爾納。

- 羅希特·巴德瓦傑 飾演 堅戰：最年長的般度族，貢蒂通過閻摩所生，是正義的典範。他成為天帝城的皇帝，後來是俱盧王國的皇帝。巴德瓦傑欣賞扮演堅戰作為一個統治者，保持耐心和鎮靜，在複雜的情感中航行，同時堅持他作為國王的合法地位，完全意識到自己的能力，並努力通過他的原則來驗證它們。[17]

- 索拉夫·古爾賈爾 飾演 怖軍：第二個般度族，貢蒂通過風神伐由所生。他以力量和火爆的脾氣聞名，最終在戰爭中殺死了所有的俱盧族。最初由於他的體格而非表演經驗被選中飾演這個角色，古爾賈爾參加了表演工作坊以發展他的技能並研究了他的角色。[18] 古爾賈爾還指出，他在格鬥運動方面的背景有助於執行激烈的戰鬥場景。米拉吉·喬希飾演少年怖軍。

- 文·拉納 飾演 無種：第四個般度族，以美貌、治療能力、家務管理和劍術技巧聞名。無種是偕天的孿生兄弟，般度的第二任妻子瑪德利通過雙馬童所生。德維什·阿胡賈飾演少年無種。

- 拉瓦尼亞·巴德瓦傑 飾演 偕天：無種的孿生兄弟和第五個般度族，以智慧和治療能力著稱。魯德拉克什·賈斯瓦爾飾演少年偕天。

- 阿拉夫·喬杜里 飾演 毗濕摩：福身王和女神恆河女神的兒子，俱盧王朝受尊敬的祖父，受到獨身和對象城終身忠誠的誓言約束。儘管他支持般度族，但他的誓言將他束縛在俱盧族一方，最終使他在俱盧之戰中成為他們軍隊的總司令。為了帶來原創性，喬杜里避免觀看過去的描繪，而是專注於毗濕摩的情感衝突、謙遜和從年輕王子到年長、受尊敬的長者的轉變。隨著角色年齡的增長，喬杜里調整了他的聲音、姿勢和表情。[19]

- 普拉尼特·巴特 飾演 沙恭尼：犍陀羅國的王子，作為他侄子難敵的狡猾策略家，出於對俱盧王國的深仇大恨，因為他們強迫他的妹妹甘陀利嫁給一位盲人王子。巴特的描繪是由他對角色的獨特解釋塑造的，包括角色的外貌和舉止。巴特沒有將沙恭尼描繪成一個單純的反派，而是將他視為一個忠誠的兄弟，為他的家人所遭受的不公正尋求報復。[20]

- 沙法克·納茲 飾演 貢蒂：般度族的母親，擁有一種神聖的恩賜，允許她召喚神明來生育孩子。在她結婚前，她用這個恩賜生下了迦爾納，後來，應她丈夫般度的要求，她召喚神明生下了堅戰、怖軍和阿周那。在般度和她的共同妻子去世後，貢蒂平等地撫養她的兒子和繼子，確保他們的團結。納茲發現這個角色的某些方面與她個人相關，特別是在情感深度、耐心和理解方面，認為自己是這個角色的現代版本。[21] 儘管當時她只有20歲，但她的表演因捕捉到角色的成熟而受到稱讚。[22]

- 塔庫爾·阿努普·辛格 飾演 持國：象城的盲人國王，甘陀利的丈夫和百個俱盧族的父親。辛格將持國視為一個多方面的角色，在作為國王的職責和作為父親的感情之間左右為難。理解扮演盲人角色的複雜性，辛格致力於掌握角色所需的所有細節，強調在不使用視覺的情況下通過肢體語言和表情傳達情感的重要性。[23]

- 里婭·迪普西 飾演 甘陀利：犍陀羅的公主和持國的妻子，她蒙住雙眼作為妻子忠誠的標誌。儘管她有美德，但她無法引導她的兒子們，俱盧族。最初被提供瑪德利的角色，17歲的迪普西最終被選為甘陀利，儘管對她的年齡有所擔憂。迪普西發現這個角色具有挑戰性，因為它隱藏了她的家人和朋友認為她最美麗的特徵。依靠肢體語言來傳達情感，她將她在劇院四年的經歷歸功於幫助她適應角色的複雜性。[24]

- 尼爾巴伊·瓦德瓦 飾演 難降：俱盧族中的第二個，作為難敵的兄弟和忠實追隨者，因在黑公主的羞辱中扮演的角色而臭名昭著。

### 其他角色
- 薩揚塔尼·高希 飾演 貞信：漁夫之女，在確保她未來的兒子將繼承王位後嫁給了福身王。貞信成為俱盧王朝的太后，是般度族和俱盧族的曾祖母。談到貞信角色在劇中的重要性時，高希表示，雖然許多人將《摩訶婆羅多》僅與般度族和俱盧族聯繫起來，但它還包含更深層的敘事，如貞信的故事，這些對史詩至關重要卻常被忽視。[25]
- 薩米爾·達馬迪卡里 飾演 福身王：象城國王，恆河女神和貞信的丈夫，毗濕摩、奇武王和奇武的父親。[26]
- 薇薇娜·辛格 飾演 恆河女神：嫁給福身王的河神，毗濕摩的母親。[26]
- 阿圖爾·米什拉 飾演 毗耶娑：貞信和仙人波羅奢羅之子，持國、般度和維杜羅的代理父親。
- 阿里亞曼·塞斯 飾演 奇武：福身王和貞信王后的兒子，奇武王的弟弟，安必迦和安波利迦的丈夫。
- 拉坦·拉傑普特 飾演 安芭：迦尸國三位公主中最年長的一位，被毗濕摩劫持許配給奇武。在被愛人沙爾瓦和奇武拒絕後，她發誓要為自己的不幸向毗濕摩報仇，並轉世為束髮以確保他的垮台。[27]
- 阿帕娜·迪克西特 飾演 安必迦：奇武的第一任妻子，持國的母親。
- 曼西·夏爾馬 飾演 安波利迦：奇武的第二任妻子，般度的母親。
- 普尼特·伊薩爾 飾演 持斧羅摩：毗濕奴的第六個化身，毗濕摩、德羅納和迦爾納的老師[28]
- 阿倫·辛格·拉納 飾演 般度：持國的弟弟，由於前者失明而成為象城國王，直到他放棄王位。般度無法生育子女，導致他尋求神明的干預，神明通過他的妻子貢蒂和瑪德利賜予他兒子，使他成為般度族公認的父親。
- 蘇哈妮·丹基 飾演 瑪德利：摩德羅國的公主，般度的第二任妻子。她是無種和偕天的母親，在與般度一同去世前將他們託付給貢蒂照顧。
- 納文·金格 飾演 維杜羅：象城睿智的宰相，持國和般度的同父異母兄弟。
- 尼薩爾·汗 飾演 德羅納：一位戰士聖人，般度族和俱盧族的皇家導師。他忠於作為俱盧王國導師的角色，最終在俱盧之戰中成為俱盧族軍隊的第二任總司令。
- 安基特·莫漢 飾演 馬嘶：德羅納的兒子，一位兇猛的戰士。他忠於難敵，並在俱盧之戰後進行報復。
- 蘇德什·貝里 飾演 木柱王：般遮羅國王，束髮、猛光和黑公主的父親。他與德羅納長期不和。
- 卡蘭·蘇查克 飾演 猛光：黑公主的孿生兄弟，從火中誕生以結束德羅納的生命。猛光在俱盧之戰期間擔任般度族軍隊的指揮官。
- 希卡·辛格 飾演 束髮：木柱王的女兒，安芭的轉世。被當作男性戰士撫養，肩負着導致毗濕摩垮台的使命，最終與夜叉交換性別以完全參與戰鬥。
- 塔倫·卡納 飾演 大力羅摩：奎師那的哥哥，怖軍和難敵的老師。維丹特·薩萬特飾演少年大力羅摩
- 維巴·阿南德 飾演 妙賢：女神瑜伽摩耶的化身，奎師那的同父異母妹妹。她嫁給阿周那並生下激昂。[29]
- 帕拉斯·阿羅拉 飾演 激昂：阿周那和妙賢的年輕兒子。雖然他在俱盧之戰中陣亡，但般度族的血脈通過他的兒子環住得以延續。
- 考希克·查克拉沃蒂 飾演 沙利耶：摩德羅國國王，瑪德利的哥哥。
- 赫曼特·喬杜里 飾演 慈憫：俱盧族和般度族的皇家老師。
- 阿賈伊·米什拉 飾演 全勝：持國的顧問和御者。
- 桑迪普·阿羅拉 飾演 毗迦爾納：一位俱盧族王子，因在「赤身羞辱」事件中反對難敵而聞名。拉傑·安卡德飾演少年毗迦爾納
- 阿里·哈桑 飾演 勝車：信度國王，俱盧族的妹夫。
  - 哈桑還飾演 多剎迦：那伽王和塔克西拉的統治者，殺死了阿周那的孫子環住。
- 納澤亞·哈桑·賽義德 飾演 弗羅希利：迦爾納的妻子
- 維什納維·丹拉吉 飾演 希丁芭：一位羅剎女，怖軍的第一任妻子。
- 凱坦·卡蘭德 飾演 瓶首：怖軍和希丁芭的兒子，在戰爭中被迦爾納殺死。
- 里奧·卡帕迪亞 飾演 蘇巴羅：犍陀羅國王，沙恭尼和甘陀利的父親
- 什維塔·高塔姆 飾演 蘇達摩：犍陀羅王后，蘇巴羅的妻子，沙恭尼和甘陀利的母親。
- 加里瑪·賈恩 飾演 杜莎拉：俱盧王國的公主，俱盧族唯一的姐妹，嫁給了勝車。 阿什努爾·考爾飾演少年杜莎拉
- 阿納尼亞·阿加瓦爾 飾演 瑪麗妮：黑公主的小朋友。
- 安朱·賈達夫 飾演 蘇卡達：甘陀利的侍女，余由的母親。
- 賈揚蒂卡·森古普塔 飾演 阿爾希：沙恭尼的妻子。
- 錢達尼·夏爾馬 飾演 慈憫女：德羅納的妻子，馬嘶的母親，慈憫的孿生妹妹。
- 巴克蒂·喬漢 飾演 普利亞姆瓦達：貢蒂的朋友兼侍女
- 卡尼什卡·索尼 飾演 帕拉什維：維杜羅的妻子。
- 凱特基·卡達姆 飾演 拉妲：奎師那的神聖伴侶。
- 普里蒂·普里 飾演 提婆吉：婆藪提婆的妻子，庚斯的妹妹，奎師那的母親。
- 萬達娜·辛格 飾演 雅首達：奎師那的養母。
- 帕拉維·蘇巴什[30] 飾演 魯格米尼：毗陀跋公主，奎師那的主要王后
- 古爾普里特·辛格 飾演 魯克米：毗陀跋王子，魯格米尼的哥哥。
- 阿基倫德拉·米什拉 飾演 庚斯：提婆吉的哥哥，奎師那的舅舅。
- 蒂努·維爾馬 飾演 妖連：摩揭陀國王，被怖軍殺死。
- 喬伊·馬圖爾 飾演 童護：奎師那的表弟，難敵的朋友。
- 拉吉·普雷米 飾演 卡拉亞萬：一位被奎師那引向死亡的魔王。
- 迪帕克·傑西 飾演 毗羅吒：摩差國王，般度族在流亡的最後一年藏身於他的宮廷
- 瑪麗卡·納亞克 飾演 蘇黛西娜：毗羅吒的妻子，至上和優多羅的母親。
- 魯米·汗 飾演 空竹：摩差軍隊總司令，蘇黛西娜的弟弟
- 里查·慕克吉 飾演 至上公主：毗羅吒王和蘇黛西娜王后的女兒，優多羅的妹妹，激昂的妻子，環住的母親。
- 普拉維什特·米什拉 飾演 優多羅：毗羅吒和蘇黛西娜的兒子，至上公主的哥哥。
- 尼爾·薩特普達 飾演 聞軍：堅戰和黑公主的兒子，烏帕般度族中最年長者。
- 阿曼·夏爾馬 飾演 聞鎧： 怖軍和黑公主的兒子。
- 亞什·喬希 飾演 聞業：阿周那和黑公主的兒子。
- 傑伊·喬希 飾演 百軍：無種和黑公主的兒子。
- 阿克沙伊·巴楚亞 飾演 聞聲：偕天和黑公主的兒子。
- 亞吉亞·薩克塞納 飾演 獨斫：德羅納的虔誠學生，將拇指作為拜師禮獻出。
- 莫希特·雷納[31] / 阿米特·梅赫拉 飾演 濕婆：被稱為「毀滅者」，三相神之一；至高存在
- 薩欽·維爾馬 / 尼基爾·阿爾亞 飾演 因陀羅：雨神，天堂之王，缽利和阿周那的父親。
- 桑迪普·拉喬拉 飾演 蘇利耶：太陽神，須羯哩婆和迦爾納的父親。
- 庫納爾·巴蒂亞 飾演 阿耆尼：火神。
- 維沙爾·科蒂安 飾演 哈努曼：羅摩的虔誠信徒，伐由之子，怖軍的精神兄長。
- 馬尼什·比什拉 飾演 奇軍（俱盧族）：持國和甘陀利的兒子，一位俱盧族，被怖軍殺死
- 阿尤什·沙阿[32] 飾演 少年馬嘶

## 製作

### 背景
2005年11月，《Variety》的一份報告指出，博比·貝迪計劃在Kaleidoscope Entertainment旗下製作三部故事片和100小時的電視節目，講述印度史詩《摩訶婆羅多》，電視版計劃於2007年底交付。 2006年，據透露該劇將為Star Plus製作，由錢德拉普拉卡什·德維威迪執導。 這是貝迪通過電視、電影、遊戲和主題公園對史詩進行360度全方位推廣的一部分。 該劇計劃拍攝100集，啟用新演員，原定於2008年3月首播，但因製作問題推遲至2008年8月，後又推遲至2009年1月。
在此期間，埃克塔·卡普爾自2008年1月起同時為競爭頻道製作《摩訶婆羅多》系列劇，名為《我們摩訶婆羅多的故事》，計劃於2008年年中首播，她原本計劃為Star製作，但因該頻道簽約貝迪而未能實現。 這給製作帶來了壓力，因為他們想在卡普爾之前趕工首播，導致德維威迪在與他們合作兩年後中途退出，之後三位導演參與其中。 但是，他們沒能在卡普爾之前趕完工。在新德里和諾伊達之間的莫爾納搭建的片場拍攝了50集，花費了6000萬盧比。 然而，由於頻道對這些劇集不滿意，要求重新製作整個系列，將首播推遲到2009年。但據報導，貝迪開始出售DVD，這在他們與頻道之間造成了問題，製作陷入停頓。 2008年12月，Star將貝迪告上孟買高等法院，提交仲裁申請，指控製作公司提前收取了6000萬盧比的製作費，但一集也沒有製作，而製作公司的一位高級主管表示：「這份法律通知是Star退出節目的方式。也許它根本不想繼續《摩訶婆羅多》項目。」 此後，拍攝預計將於2009年2月重新開始，但在2009年年中製作取消，項目移交給西達爾特·庫馬爾·蒂瓦里的斯瓦斯蒂克製作公司重新開始。

### 開發過程
我們花了四年時間進行研究和腦力激盪，才構思並執行了這個節目。——西達爾特·庫馬爾·蒂瓦里
超過400人參與製作，其中200人負責圖形工作。 著名作家德夫達特·帕塔奈克被聘為該系列的首席顧問和指導者。 此外，編劇薩利姆·汗、音樂總監阿賈伊-阿圖爾和伊斯梅爾·達巴爾以及動作指導拉姆·謝蒂也參與其中。
談到再次將《摩訶婆羅多》搬上電視，Star Plus高級副總裁尼基爾·馬多克表示：「自從《摩訶婆羅多》在全印電視台播出以來，已經過去了20多年，我們覺得應該向年輕一代重新介紹這部史詩。此外，這部史詩的情節開放解讀，有許多複雜之處，不像《羅摩衍那》那樣相當線性且代代相傳。」
據製片人西達爾特·庫馬爾·蒂瓦里介紹，黑公主赤身羞辱（剝衣）場景由蒂瓦里親自執導，拍攝了20天。
即使在怖軍和難敵的最後一戰中，演員們也表示這場戲拍攝了3天。
最初計劃拍攝128集，但隨著節目的日益流行，在2014年1月又增加了約100集，因為蒂瓦里希望進一步探索故事。 然而，最終以267集結束。

### 設計
位於古吉拉特邦瓦爾薩德縣烏馬爾加姆、佔地10英畝的片場由美術指導奧蒙·庫馬爾設計。
該劇的服裝設計師妮迪·雅莎與她的顧問巴努·阿泰亞參考了450本關於古代紡織品、服裝和珠寶的書籍。
我們使用了不同的古代技術來實現各種造型。大量使用了鮮豔的絲綢、手工織物、黃金和珠寶結構的刺繡圖案。——巴努·阿泰亞
我們研究了450多本關於古代紡織品、服裝和珠寶的書籍，經過四年的努力才確定了該劇目前的外觀和感覺。我們對不同民族的珠寶結構、面料、垂褶和服裝進行了廣泛研究。 ——妮迪·雅莎

### 營銷與預算
Star為該項目花費了51亿卢比（7,920.3万美元），並另外花費41,000万卢比（6.37百萬）進行節目營銷，使其成為印度最昂貴的電視劇。 作為營銷的一部分，Star在各大城市的購物中心建立了《摩訶婆羅多》博物館，展示劇中精選的武器、珠寶和華服，並提供象城片場的3D虛擬導覽。 在城鎮中，同樣的概念通過帶有LED屏幕的移動展示車實現。
該劇在古吉拉特邦烏馬爾加姆的片場花費了10億盧比，每日製作成本為130-150萬盧比。

### 拍攝
該劇主要在古吉拉特邦瓦爾薩德縣烏馬爾加姆的片場拍攝。 劇組還在齋沙默爾、琥珀堡、克什米爾、艾哈邁達巴德、中央邦賈巴爾普爾、尼泊爾和斯里蘭卡等異國地點進行了拍攝。

### 培訓
演員們表示，他們參加了大約一年的表演工作坊和各種培訓，詳細學習了該做什麼和如何做。 拉吉特·卡普爾通過表演工作坊培訓演員。

## 原聲帶
| 曲序 | 曲目                                                      | 时长 |
| ---- | --------------------------------------------------------- | ---- |
| 1.   | Hai Katha Sangram Ki (主題曲)                             | 4:07 |
| 2.   | Ek Maa Ki Santane - Ye Kaisi Duvidha Hai (悲傷 - 主題)    | 3:00 |
| 3.   | Jagat Mein Samay Maha Balwan                              | 3:33 |
| 4.   | Krishna Manmohana (奎師那主題曲1)                         | 6:58 |
| 5.   | Murli Manohar Mohan Murali (奎師那主題曲2)                | 4:21 |
| 6.   | Shri Krishna Govind Hare Murari (奎師那主題曲3)           | 3:15 |
| 7.   | Yada Yada Dharmasya                                       | 2:24 |
| 8.   | Gandhiv Dhaari Arjuna (阿周那甘狄拔主題曲)                | 2:25 |
| 9.   | Paarthasya Dhananjaya                                     | 1:15 |
| 10.  | Kumari Chaapi Panchali (黑公主主題曲)                     | 4:15 |
| 11.  | Rahega Atal Mera Mann                                     | 3:21 |
| 12.  | Arjuna Draupadi Theme (阿周那黑公主主題)                  | 3:32 |
| 13.  | Suryadev So Gaye                                          | 4:56 |
| 14.  | Suryaputra Karna Theme (太陽神之子迦爾納主題)             | 3:35 |
| 15.  | Shakuni Theme: Yukti Kapat Chhal (沙恭尼主題：策略與欺騙) | 1:30 |
| 16.  | Abhimanyu Theme (激昂主題)                                | 3:30 |
| 17.  | Vande Dronacharya (禮讚德羅納大師)                        | 1:05 |
| 18.  | Bhishma Theme (毗濕摩主題)                                | 1:28 |
| 19.  | Parshuram Theme (持斧羅摩主題)                            | 1:20 |
| 20.  | Yeh Dharma Yudh Hai (這是正法之戰)                        | 1:00 |
| 21.  | Yudh Yeh Vinash Hai (戰爭就是毀滅)                        | 2:25 |

這個原聲帶由阿賈伊-阿圖爾創作，包含21首曲目，涵蓋了劇中主要角色和場景的主題音樂。專輯於2013年9月4日隨電視劇首播一同發行，由Sangeet Music和T-Series發行。

## 反響

### 評論回應
《Rediff》的Nishi Tiwari寫道：「如果能保持劇本質量和關鍵角色的演員表現，我們可能會迎來又一部成功之作。」 《DNA India》讚揚了服裝、場景、克里希納的笛子主題（由Raj Mohan Sinha創作）以及大部分CGI特效，但認為劇集節奏過快。
《印度斯坦時報》批評道：「一切都如此誇張，讓人感覺是在觀看一系列不真實的事件，而不是跟隨一個深刻的情感故事。即使是相對不重要的時刻也被處理得如此戲劇化，以至於在關鍵時刻真正需要戲劇性時——比如毗濕摩的梵行誓言——衝擊力反而喪失了。」背景音樂也因始終過於喧鬧而受到批評。

### 印度收視情況
首播收視率約為840萬觀看人次（8.445 TVTs - 以千為單位的電視觀看量）和4.09 TVR（電視收視率）。 當週平均收視為6.356 TVTs。 2013年12月1日當週收視率達到9.801 TVTs。導致黑公主「赤身羞辱」的擲骰子遊戲將《摩訶婆羅多》推向收視高峰（10 TVMs），並幫助播出頻道Star Plus創下最高的GTVMs（總電視觀看量）之一。 總體而言，該劇成為2013年第十大最受歡迎的印地語綜合娛樂頻道節目，平均觀看人數為560萬，高峰觀看人數達720萬。
2014年第29週，該劇以7.1 TVTs位居第五，隨後一週以9.2 TVTs躍居第二。
2016年，該劇被列入有史以來最佳20部電視劇榜單。
在印度COVID-19疫情和封鎖期間，該劇於2020年3月30日至7月25日在Star Plus重播。 即使是重播，该节目也很快成為最受歡迎的印地語綜合娛樂頻道節目之一，進入前五名。

## 影響
該劇被視為Star Plus有史以來製作成本最高的節目，也是印度最昂貴的電視劇之一，成為第一部製作預算超過10億盧比的印度電視節目。
2014年，《摩訶婆羅多》的演員受邀在雅加達和峇里島舉行粉絲見面會巡演。《印度時報》報導稱，該節目在國外擁有大量粉絲，因此節目中的主要角色被邀請到印度尼西亞參加特別活動。 《摩訶婆羅多》的主要演員在2014年參加了「摩訶婆羅多秀：粉絲見面會巡演」的表演。
2020年6月，卡納塔克邦首席部長葉迪尤拉帕在觀看卡納達語配音版本後讚賞了該劇，並表示索拉布·拉吉·賈恩飾演的克里希納給他留下了深刻印象，他還表示就像每一部《摩訶婆羅多》一樣。

## 獎項與提名
該劇在2013年Star Guild Awards中獲得最佳戲劇獎，並在其他頒獎典禮上獲得眾多榮譽。 該劇在印度電視學院獎中獲得最佳歷史/神話劇集獎。在2014年印度電視獎中，阿哈姆·夏爾馬憑藉飾演迦爾納獲得戲劇類最佳男配角獎，普拉尼特·巴特獲得最佳反派角色獎。劇組成員還獲得了電視節目最佳服裝、最佳化妝師和最佳造型師獎。
| 年份 | 獎項           | 類別                 | 獲提名者               | 結果 | 參考資料 |
| ---- | -------------- | -------------------- | ---------------------- | ---- | -------- |
| 2014 | 星公會獎       | 最佳整體演出         | 西達爾特·庫馬爾·提瓦里 | 獲獎 |          |
| 2014 | 星公會獎       | 最佳神話劇集         | 摩訶婆羅多             | 獲獎 |          |
| 2014 | 印度電視學院獎 | 最佳視覺效果         | 斯瓦斯提克製作公司     | 獲獎 |          |
| 2014 | 印度電視學院獎 | 最佳流行演員         | 謝赫爾·謝赫            | 提名 |          |
| 2014 | 印度電視學院獎 | 最佳歷史/神話劇集    | 摩訶婆羅多             | 獲獎 |          |
| 2014 | 印度電視獎     | 最佳男主角           | 索拉布·拉吉·傑恩       | 提名 | [ 102 ]  |
| 2014 | 印度電視獎     | 最佳男主角           | 謝赫爾·謝赫            | 提名 | [ 102 ]  |
| 2014 | 印度電視獎     | 最佳女主角           | 普賈·夏爾馬            | 提名 | [ 102 ]  |
| 2014 | 印度電視獎     | 最佳男配角           | 阿哈姆·夏爾馬          | 獲獎 | [ 102 ]  |
| 2014 | 印度電視獎     | 最佳男配角           | 阿拉夫·喬杜里          | 提名 | [ 102 ]  |
| 2014 | 印度電視獎     | 最佳男配角           | 羅希特·巴德瓦傑        | 提名 | [ 102 ]  |
| 2014 | 印度電視獎     | 最佳女配角           | 沙法克·納茲            | 提名 | [ 102 ]  |
| 2014 | 印度電視獎     | 最佳反派角色         | 普拉尼特·巴特          | 獲獎 | [ 102 ]  |
| 2014 | 印度電視獎     | 最佳反派角色         | 阿爾皮特·蘭卡          | 提名 | [ 102 ]  |
| 2014 | 印度電視獎     | 最佳電視節目服裝設計 | 巴努·阿泰亞            | 獲獎 | [ 102 ]  |
| 2014 | 印度電視獎     | 最佳化妝師           | G·A·詹姆斯             | 獲獎 | [ 102 ]  |
| 2014 | 印度電視獎     | 最佳整體演出         | 西達爾特·庫馬爾·提瓦里 | 獲獎 | [ 102 ]  |
| 2014 | 印度電視獎     | 最佳造型師           | 舒薇塔·科德            | 獲獎 | [ 102 ]  |
| 2014 | 金獎           | 最佳男主角           | 謝赫爾·謝赫            | 提名 |          |